# Хэмилтон, Иэн (футболист)
Иэн Майкл Хэ́милтон (англ. Ian Michael Hamilton; 31 октября 1950, Стретем, Большой Лондон — 19 мая 2024) — английский футболист, играл на позиции полузащитника.

## Биография

### Игровая карьера
Хэмилтон дебютировал в профессиональном футболе за «Челси» в марте 1967 года в матче Первого дивизиона против «Тоттенхэм Хотспур», который закончился со счётом 1:1. В возрасте 16 лет и 138 дней он стал самым молодым дебютантом и самым молодым автором гола в истории клуба. Всего за «аристократов» в том сезоне он сыграл 5 матчей в лиге, в которых отметился двумя забитыми голами.
В январе 1968 года Хэмилтон перешёл в клуб Третьего дивизиона «Саутенд Юнайтед»; сумма трансфера составила 5 000 фунтов стерлингов. Летом 1969 года он перешёл в «Астон Виллу» — сумма трансфера составила 40 000 фунтов стерлингов. В составе «бордово-голубых» Хэмилтон играл в течение семи сезонов и помог «Астон Вилле» вернуться в элиту английского футбола в 1975 году. Всего во всех внутренних турнирах сыграл за «Астон Виллу» 252 матча и забил 48 голов, а в 1975 году в составе бирмингемской команды выиграл Кубок Футбольной лиги после победы над «Норвич Сити» со счётом 1:0.
В июле 1976 года перешёл в «Шеффилд Юнайтед», за который играл в течение двух сезонов. В 1978 году уехал в США, где играл за «Миннесоту Кикс» и «Сан-Хосе Эртквейкс».

### Смерть
Скончался 19 мая 2024 года в возрасте 73 лет.